# Anders Svennerud
Anders Ragnar Elieser Svennerud, född 5 april 1917 i Växjö, död 4 november 1998, var en svensk ingenjör och professor i skeppsbyggnadsteknik.

## Biografi
Svennerud utexaminerades som skeppsbyggare från Chalmers tekniska högskola 1943 och anställdes samma år som konstruktör vid AB Götaverken, där han under de intensiva åren under och strax efter kriget beräknade ett hundratal fartygsbyggen. Han förbättrade beräkningsmetoderna för skrovbalkens hållfasthet med hjälp av mätningar av mekaniska påkänningar (töjning) som utfördes ombord på fartygen, samt förbättrade projekteringsmetodiken. Hans insatser ledde honom till Chalmers, där han 1952 blev tillförordnad professor i praktiskt skeppsbyggeri. Han utvecklade på kort tid ett kursmaterial för grund- och fortbildning om förstyvade plåtfält, som fick inflytande på utveckling av klassningssällskapens byggnadsregler i en tid av stark expansion inom skeppsbyggeriet.
År 1954 tillträdde han professuren i praktiskt skeppsbyggeri, senare namnändrat till skeppsbyggnadsteknik. Han genomförde en systematisk genomgång av metoder och data och utarbetade praktiskt användbara beräkningsverktyg i samverkan med varvsindustrin. Han innehade professuren fram till sin pensionering 1983.
Svennerud kombinerade sin professionella insats vid Chalmers med ett leklynne som skapade kamratskap och sammanhållning. Han var bland annat under flera år "respector" för Allianceorchestret, och bar dess standar i spetsen för glassparaden vid Nobelfesten 1987.

### Familj
Anders Svennerud var gift med Astrid född Berntson. Han var son till riksbanksdirektör Harald Svensson och Alma Brunberg, samt bror till Sven Svennerud.

## Utmärkelser
- 1972 – Kommendör av Nordstjärneorden[4]
- 1977 – Den gyllene förtjänstmedaljen från polska folkrepubliken[5]